# 兄弟島

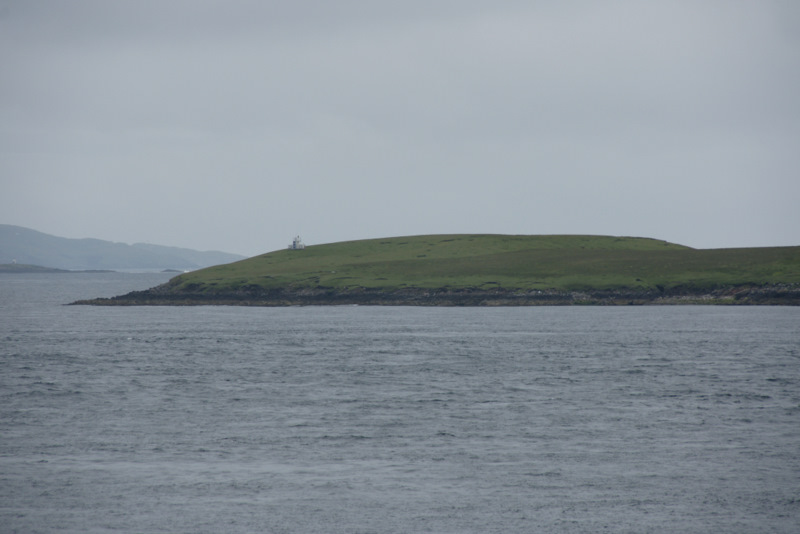
兄弟島

兄弟島（Brother Isle）是蘇格蘭的島嶼，位於梅恩蘭島和耶爾島之間的大西洋海域，屬於昔德蘭群島的一部分，面積0.4平方公里，最高點海拔高度25米，島上無人居住。
60°30′54″N 1°13′40″W / 60.51489°N 1.22783°W